# ボーバ

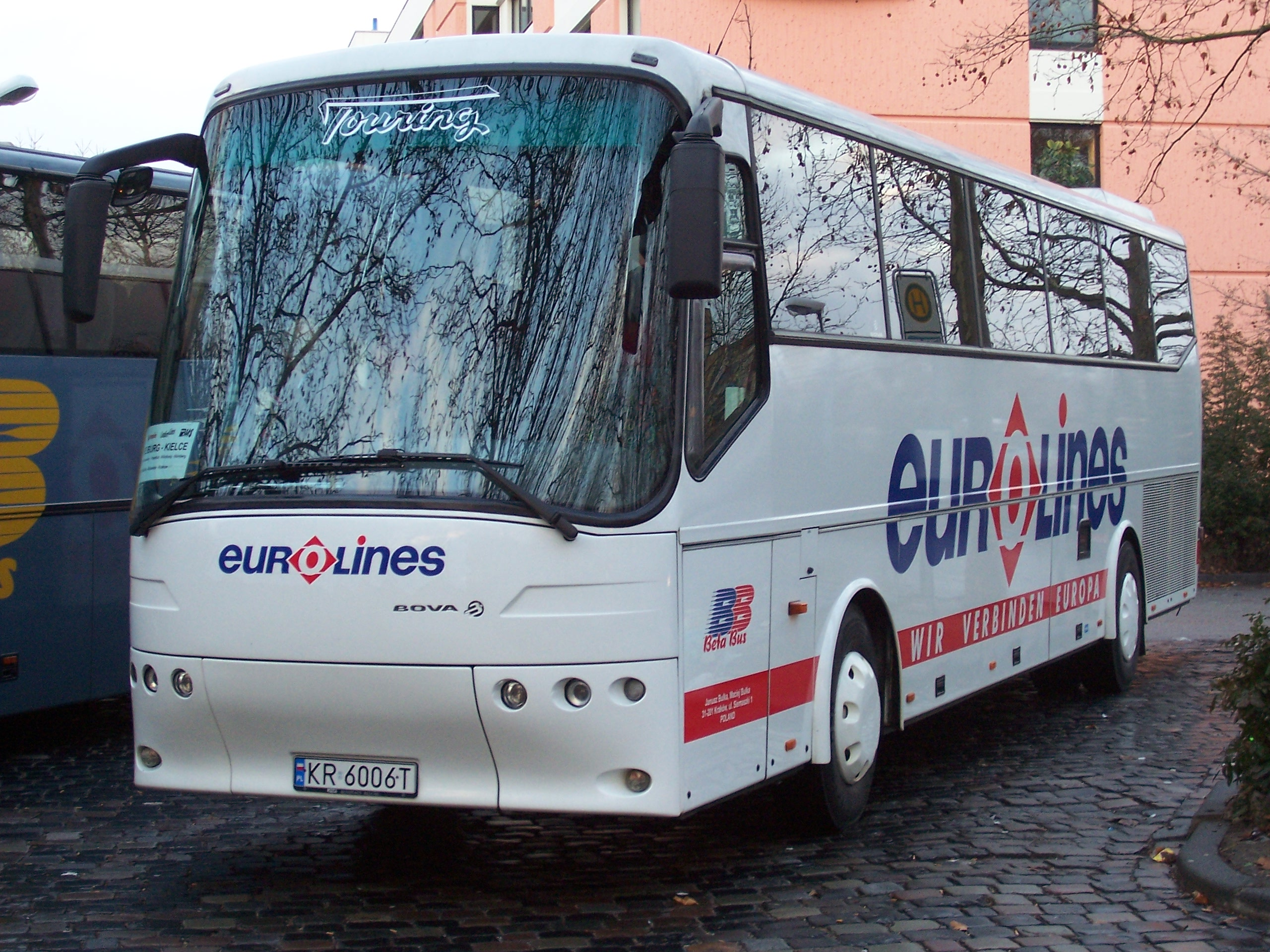
ボーバ・フートゥラ

ボーバまたはボーバー（VDL Bova ）は、オランダのバス車体メーカー（コーチビルダー）である。
1931年創業。1980年にDAFのシャーシに架装した車体「ボーバ・フートゥラ」は、独特のフロントスタイルが人気となり、以後ボーバの車体は、このスタイルが踏襲されている。
2003年にVDLグループ傘下に入り、社名がVDL Bovaと変更された。

## 車種
- レキシオ（Lexio ） - ハイデッカー
- フートゥラ（Futura ） - スーパーハイデッカー
- マジック（Magiq ） - スーパーハイデッカー
- シナジー（Synergy ） - ダブルデッカー

## 日本におけるボーバ

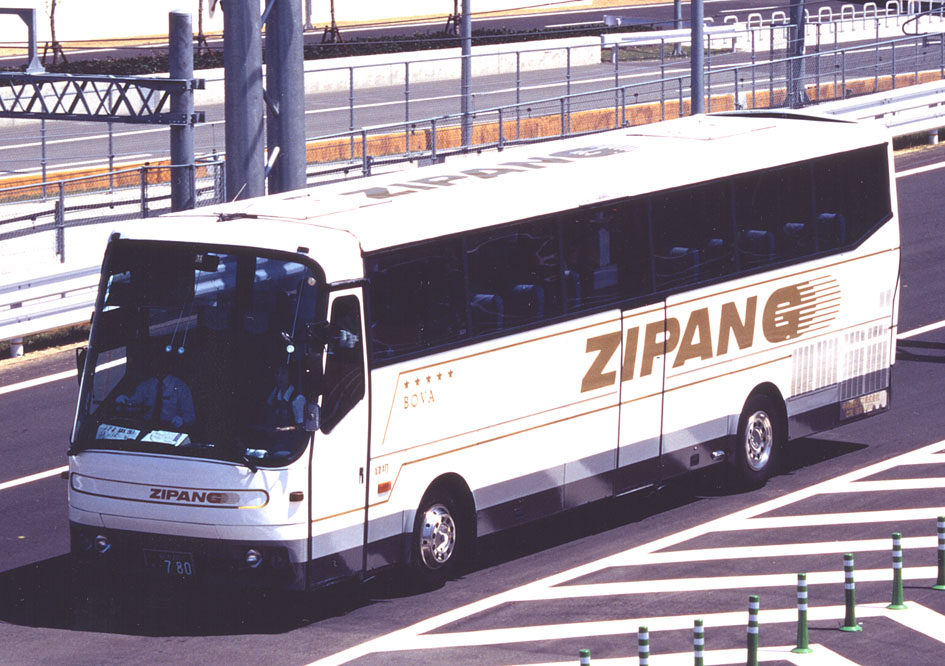
中央観光バス（大阪）「ジパング・ボーバー」

日本での導入例は、MANと同様、バウルC.S.B商事（中央観光バスの関連会社）が代理店となって中央観光バスに導入されたスーパーハイデッカー2台(フートゥラ：FHM12/330)のみで、1986年に輸入された。中央観光バスでは「ジパング・ボーバー」という愛称をつけられ、1994年まで稼動した後に売却された。これ以後、日本におけるボーバのバスの輸入例はない。